# Monastère de Yuste
Pour les articles homonymes, voir Yuste.
Le monastère de Yuste est un couvent espagnol situé sur le territoire de la commune de Cuacos de Yuste, dans la province de Cáceres en Estrémadure. Niché dans le massif de Tormantos et sur la colline du Salvador, il se trouve éloigné de quelques kilomètres de la ville, implantée plus à l'est. Il est célèbre pour avoir servi de résidence à l'empereur Charles Quint, de 1557 à sa mort en 1558.
Le monastère est classé Monument national depuis 1931, et a intégré le Patrimoine national en 2004. Il est ainsi devenu un monastère royal, dont la couronne a l'usage.

## Histoire
Le monastère fut fondé au début du XVe siècle par deux ermites originaires de Plasencia, Pedro Brañes et Domingo Castellanos. Ces derniers occupaient jusqu'alors un ermitage consacré à saint Christophe à Plasencia, et décidèrent de s'établir dans la contrée vers 1401, dans un ermitage situé au nord de l'actuel monastère. C'est en 1402 qu'ils s'établirent sur l'emplacement actuel du couvent, sur un terrain cédé par un riverain du village, un certain Sancho Martín. D'autres ermites décidèrent de se joindre à eux, et formèrent la Communauté des Frères de la Pauvre Vie (Hermanos de la Pobre Vida) : un petit monastère commença alors à voir le jour, élevé par la maigre communauté occupée par ailleurs à son œuvre spirituelle et à ses travaux manuels,.
Dès 1407, les moines obtinrent une bulle du pape Benoît XIII, qui les autorisa à élever une chapelle en l'honneur de saint Paul et les exempta de dîme. La décision papale souleva l'ire de l'évêque de Plasencia, Pedro Arias de Balboa (es), qui se vit priver de quelques rentes, et menaça d'expulser la jeune communauté. Les moines poursuivirent l'extension du monastère et décidèrent de s'en remettre à la protection de l'ordre de saint Jérôme (les Hiéronymites) qui respectait la Règle de saint Augustin. La demande leur fut accordée par une nouvelle bulle de Grégoire XIII en 1408. La fondation d'un monastère dédié au saint fut également accordée. La construction du monastère débuta sous la protection de García Álvarez de Toledo, seigneur d'Oropesa et de Jarandilla.

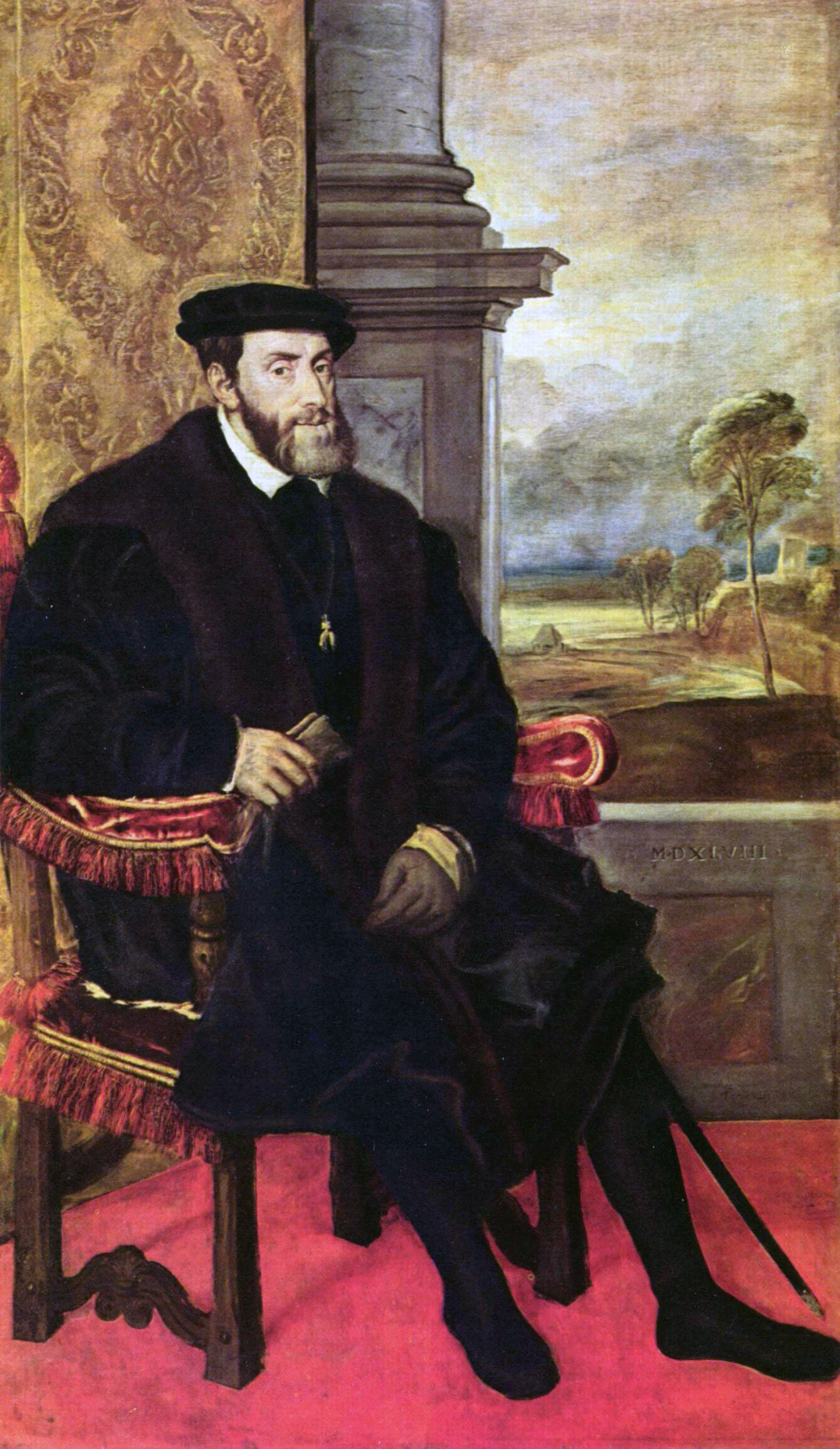
Portrait de Charles Quint par Titien.

Le conflit avec l'évêque de Plasencia se durcit un peu plus encore : le prélat fit expulser les religieux, qui obtinrent gain de cause après en avoir appelé au Pape, à l'archevêque de Saint-Jacques-de-Compostelle et à l'infant Ferdinand, leur protecteur. Ils furent dorénavant placés sous l'autorité du supérieur du Monastère de San Jerónimo de Guisando (province d'Ávila). Le monastère connut alors un développement spectaculaire au cours du XVe siècle, qui vit l'érection du cloître gothique. Les travaux d'agrandissement et d'embellissement se poursuivent au XVIe siècle, avec la construction du nouveau cloître (claustro nuevo), bâti en style plateresque et achevé en 1554.
En 1556, Charles Quint choisit ce lieu pour sa retraite après son abdication du trône d'Espagne. On édifia alors contre l'église un petit palais destiné à héberger le monarque et sa suite d'une soixantaine de personnes. Charles Quint prit pour modèle sa maison natale de Gand. L'empereur y demeura du 3 février 1557, jusqu'à sa mort, survenue le 21 septembre 1558, des suites de fièvres paludiques. Son corps fut enterré au monastère, jusqu'à ce que son fils, Philippe II, décide de le transférer au panthéon de sa grandiose construction, l'Escurial .
Le couvent fut saccagé en 1809 par les troupes françaises durant la guerre d'indépendance, et les Hiéronymites en furent chassés. La confiscation des biens ecclésiastiques à la suite des lois de desamortissement de Mendizábal en 1836 précipitèrent encore l'abandon du monastère. Il fut alors acquis par un certain Tarrius, qui le vendit au marquis de Mirabel, après avoir envisagé de le céder à Napoléon III. Malgré les quelques travaux de reconstruction, le monument demeura dans un quasi état de ruines jusqu'en 1949. À cette date, la direction des beaux-arts, agissant au nom de l'État auquel avait été cédé l'ensemble par la maison de Mirabel en 1941, entama sa restauration complète, dans le respect des plans originaux.

## Description
Le monastère s'organise autour d'une église, autour de laquelle ont été bâtis deux cloîtres, ainsi que la résidence de Charles Quint.
L'église fut construite au XVe siècle. De style gothique tardif, son architecture traduit une influence de la Renaissance, notamment sur sa façade principale, exécutée au milieu du XVIe siècle. La porte, en plein cintre est flanquée de deux pilastres et surmontée de trois niches, d'un fronton triangulaire et d'un oculus, le tout d'une facture assez rudimentaire. L'emprunt au registre classique italianisant est patent. L'intérieur est conçu selon un plan très simple à nef unique, dont les doubleaux définissent quatre travées. Cette nef est voûtée d'ogives aux nervures complexes formant des motifs géométriques étoilés, et aboutit sur un chevet polygonal. L'autel fut terminé en 1587, par Juan de Segura. 
Le cloître gothique fut élevé à la fin du XVe siècle. De plan rectangulaire, il est structuré en deux registres superposés sur lesquelles il s'ouvre au travers de galeries fermées par une série d'arcs en anse de panier soutenus par des colonnes cylindriques. Les arcs du deuxième niveau sont plus abaissés, et sont liés par une balustrade aveugle. L'absence d'ornementation enveloppe ce cloître d'une certaine sévérité qui n'enlève rien à son élégance.
Le cloître plateresque, ou nouveau cloître (claustro nuevo) fut pour sa part érigé au XVIe siècle, en adoptant le style qui s'imposait partout en Espagne (le chef-d'œuvre en étant sans doute la façade de l'université de Salamanque). Il s'organise lui aussi selon un plan rectangulaire, plus vaste toutefois, et s'élève sur deux niveaux. Le premier niveau se distingue par sa galerie à arcs en plein cintre retombant sur des colonnes dotées de splendides chapiteaux sculptés de volutes et de guirlandes. La galerie du second étage est caractérisée par une succession d'arcs en anse de panier, liées par une belle balustrade aveugle décorée de motifs héraldiques.
Aux côtés de ces bâtiments monastiques figure le palais que Charles Quint fit construire pour lui-même et pour sa suite. L'édifice reprend le caractère d'austérité marquée de l'ensemble conventuel. Très simple et d'humble facture, il n'emploie pour matériaux que la brique, seules quelques parties utilisant la pierre de taille.
L'étage principal rassemble les appartements personnels, modestes, de Charles Quint. Il est structuré selon un simple plan rectangulaire, divisé par un couloir central. Du côté du couloir donnant vers le jardin intérieur se trouvent la chambre et l'antichambre de l'empereur. De l'autre côté, vers le jardin extérieur, sont aménagées une salle à manger et une salle d'audience. Une porte offrait au monarque un accès direct à l'église du monastère, qui lui permettait d'assister aux offices depuis sa propre chambre,.